# Всё к лучшему (телесериал)
«Всё к лучшему», или «Перемены» (англ. Better Things) — американский телесериал, созданный Памелой Эдлон и Луи Си Кеем для телеканала FX. Премьера сериала состоялась 8 сентября 2016 года.
20 сентября 2016 года сериал был продлён на второй сезон, премьера которого состоялась 14 сентября 2017 года. В октябре 2017 года сериал был продлён на третий сезон. Всего вышло пять сезонов сериала.

## Сюжет
В центре сюжета находится не особо успешная актриса Сэм Фокс, которая в одиночку растит троих дочерей в Лос-Анджелесе, играет в сериале и не теряет оптимизма.

## В ролях
- Памела Эдлон — Сэм Фокс, актриса и мать троих дочерей
- Майки Мэдисон — Макс Фокс, старшая дочь Сэм
- Ханна Аллигуд — Фрэнки Фокс, средняя дочь Сэм
- Оливия Эдвард — Дьюк Фокс, младшая дочь Сэм
- Селия Имри — Филлис, мать Сэм
- Ребекка Метц — Тресса, подруга и агент Сэм
- Дидрих Бадер — Рич, друг-гей Сэм
- Алисия Рейнер — Санни, подруга Сэм
- Джереми К. Уильямс — Джейсон, друг Фрэнки
- Грег Кромер — Джефф, муж Санни
- Кевин Поллак — Мэрион, брат Сэм
- Мэттью Глейв — Ксандер, бывший муж Сэм
- Розалинд Чао — Кэролин, жена Мэриона

## Разработка и производство
FX заказал пилотный эпизод телесериала 18 января 2015 года. Сценарий написали Памела Эдлон и Луи Си Кей; режиссёром выступил Луи Си Кей. История отчасти автобиографична и основана на жизни Эдлон. Десять эпизодов первого сезона были заказаны 7 августа 2015 года.
Название шоу происходит от одноимённой песни группы The Kinks.
В ноябре 2017 года, после того, как Луи Си Кей подтвердил правдивость обвинений в сексуальных домогательствах, FX расторг контракт с ним и с его продюсерской компанией Pig Newton. Си Кей не будет принимать участие в создании будущих сезонов шоу. В том же месяце Эдлон уволила Дэйва Бекки с должности своего менеджера. Таким образом, Pig Newton и 3 Arts Entertainment более не имеют отношения к сериалу и были удалены из титров последних эпизодов второго сезона.

## Реакция

### Отзывы критиков
Первый сезон получил положительные отзывы критиков. Первый сезон на Metacritic получил 80 баллов из ста, что основано на 31-й «в общем положительной» рецензии. На Rotten Tomatoes первый сезон держит 94% «свежести» со средним рейтингом 8,08/10 на основе 54-х рецензий.
Второй сезон получил восторженные отзывы критиков. Второй сезон на Metacritic получил 96 баллов из ста, что основано на 13-ти рецензиях, показывающих «всеобщее признание». На Rotten Tomatoes второй сезон держит 95% «свежести» со средним рейтингом 9,2/10 на основе 22-х рецензий.

### Награды и номинации
| Год                                      | Награда                                      | Категория                                                        | Номинант(ы)     | Результат |
| ---------------------------------------- | -------------------------------------------- | ---------------------------------------------------------------- | --------------- | --------- |
| 2016                                     | Выбор телевизионных критиков                 | Лучший новый телесериал                                          | «Всё к лучшему» | Победа    |
| 2016                                     | Спутник                                      | Лучшая женская роль в телевизионном сериале — комедия или мюзикл | Памела Эдлон    | Номинация |
| 2016                                     | Премия Пибоди                                | Развлекательная программа                                        | «Всё к лучшему» | Победа    |
| 2017                                     |                                              |                                                                  |                 |           |
| Готэм                                    | Лучший новый телесериал                      | «Всё к лучшему»                                                  | Номинация       |           |
| Эмми                                     | Лучшая женская роль в комедийном телесериале | Памела Эдлон                                                     | Номинация       |           |
| Премия Ассоциации телевизионных критиков | Личные достижения в комедии                  | Памела Эдлон                                                     | Номинация       |           |
| Премия Гильдии сценаристов США           | Лучший сценарий нового сериала               | Памела Эдлон, Луи Си Кей, Синди Чупак, Джина Фатторе             | Номинация       |           |
| Hollywood Music in Media Awards          | Выдающийся подбор музыки – Телевидение       | Нора Фелдер                                                      | Номинация       |           |
| 2018                                     | Золотой глобус                               | Лучшая женская роль в телевизионном сериале — комедия или мюзикл | Памела Эдлон    | Номинация |
| 2018                                     | Эмми                                         | Лучшая женская роль в комедийном телесериале                     | Памела Эдлон    | Номинация |
| 2018                                     | Спутник                                      | Лучшая женская роль в телевизионном сериале — комедия или мюзикл | Памела Эдлон    | Номинация |
| 2018                                     | Премия Ассоциации телевизионных критиков     | Личные достижения в комедии                                      | Памела Эдлон    | Номинация |
| 2019                                     | Премия Ассоциации телевизионных критиков     | Личные достижения в комедии                                      | Памела Эдлон    | Номинация |
| 2020                                     | Грейси                                       | Лучшая комедия                                                   |                 | Победа    |
| 2020                                     | Премия Ассоциации телевизионных критиков     | Личные достижения в комедии                                      | Памела Эдлон    | Номинация |
| 2020                                     | Премия Ассоциации телевизионных критиков     | Выдающееся достижение в комедии                                  |                 | Номинация |
| 2021                                     | Молодой актёр                                | Лучшая актриса-подросток второго плана в телесериале             | Оливия Эдвард   | Победа    |
| 2021                                     | Выбор критиков                               | Лучшая актриса в комедийном сериале                              | Памела Эдлон    | Номинация |
| 2021                                     | Выбор критиков                               | Лучший комедийный сериал                                         |                 | Номинация |
| 2022                                     | Премия Ассоциации телевизионных критиков     | Личные достижения в комедии                                      | Памела Эдлон    | Номинация |
| 2023                                     | Выбор критиков                               | Лучший комедийный сериал                                         |                 | Номинация |